# الببتيد العصبي Y
الببتيد العصبي Y هو 36 نيوروببتيد من الأحماض الأمينية التي تشارك فيمختلف العمليات الفسيولوجية والاستتبابية في كل من الجهاز العصبي المركزي والمحيطي. تم تحديد NPY على أنه ال ببتيد الأكثر وفرة في الجهاز العصبي المركزي في الثدييات، والذي يتكون من الدماغ والحبل الشوكي. يفرز الببتيد العصبي Y مع الناقلات العصبية الأخرى مثل GABA والغلوتامات.

## تاثيره علي الشهية
أجريت الاختبارات السلوكية في الدراسات المستفاد منها، التي تكون فيها الجرذان هي كائن النموذج، بشكل جماعي مع دراسات المناعية والتهجين في الموقع للتأكد من أن رفع نشاط NPY-ergic يزيد بالفعل من تناول الطعام. في هذه الدراسات، يتم حقن NPY الخارجي، للجرذ ومتابعة معدل الشهيه عنده
علاوة على ذلك، تُظهر هذه الدراسات بالإجماع أن تحفيز نشاط NPYergic عبر إدارة ناهضات NPY معينة يزيد من كمية الطعام مقارنة مع المعدل الطبيعي في الجرذان. كما تظهر آثار نشاط NPYergic على مدخول الطعام من خلال حصار بعض مستقبلات NPY (مستقبلات Y1 و Y5)، والتي، كما كان متوقعًا، تثبط نشاط NPYergic ؛ وبالتالي، يقلل من كمية الطعام. ومع ذلك، فإن دراسة عام 1999 من قبل الملك وآخرون. أظهر تأثير تفعيل المستقبِلات المُبْتَدَدة YP، والتي ثبت أنها تمنع إطلاق NPY وبالتالي تعمل على تنظيم تناول الطعام عند تنشيطه. [27] في هذه الدراسة، تم إعطاء مضادات Y2 انتقائية للغاية، BIIE0246 محليًا في ARC. تظهر بيانات المناظير الإشعاعية، بعد حقن BIIE0246، زيادة كبيرة في إطلاق NPY مقارنة بمجموعة التحكم. على الرغم من أن فترة نصف العمر الدوائية للمبادرة NPY الخارجية، والمنشطات الأخرى، والمضاد ما زالت غامضة، فإن التأثيرات ليست طويلة الأمد علي الجسم، ويستخدم جسم الجرذ قدرة ممتازة على تنظيم وتطبيع مستويات NPY غير الطبيعية وبالتالي استهلاك الطعام.